# Taxi (1996)
Taxi is een Spaanse dramafilm uit 1996 onder regie van Carlos Saura.

## Verhaal
De jonge Paz zakt voor haar eindexamens en ze moet net als haar vader als taxichauffeur aan de slag. Zo komt ze erachter dat hij lid is van een racistische organisatie die zwarten en homo's afranselt.

## Rolverdeling
| Acteur                | Personage               |
| --------------------- | ----------------------- |
| Ingrid Rubio          | Paz                     |
| Carlos Fuentes        | Dani                    |
| Ágata Lys             | Reme                    |
| Ángel de Andrés López | Velasco                 |
| Eusebio Lázaro        | Calero                  |
| Francisco Maestre     | Kind                    |
| Maite Blasco          | Mari                    |
| Francisco Boira       | Francis                 |
| Iker Ortiz de Zárata  | Gemaskerde man          |
| Chus Castrillo        | Coral                   |
| Javier Manrique       | Jongen in de discotheek |
| Pilar Ordóñez         | Travestiet              |
| Isabel Ampudia        | Drugsverslaafde         |
| Alfonso Nsue          | Zwarte klant            |
| José Reche            | Gabi                    |